# Oscar Madrigal
Jaime Escudero Hinojosa, más conocido como Oscar Madrigal (Ciudad de México, México, 12 de mayo de 1944) es un excantante del rock and roll mexicano. Por su estilo, presencia y carisma logró colocarse entre los baladistas preferidos de la época. Con la interpretación de algunos covers estuvo considerado entre los baladistas más aceptados del rock romántico. Su estilo interpretativo así como su carisma personal hicieron que pronto se colocara entre los baladistas preferidos de la época dorada. Junto con Alberto Vázquez es de los pocos cantantes que no surgieron de los grupos de rock and roll de ese tiempo.
Tuvo diversas participaciones en televisión y el cine durante la Época de Oro del cine mexicano, destacando en este último la película “La Edad de la Violencia” (1964) de Julián Soler, donde trabajó al lado de los también jóvenes rocanroleros César Costa, Alberto Vázquez, Manolo Muñoz, Julissa y el primer actor Fernando Soler.

## Biografía
Jaime Escudero Hinojosa nació en la Ciudad de México a principios de su infancia mostró que tenía aptitudes para el piano y la guitarra. Con el paso del tiempo al concluir la secundaria, se traslada a los Estados Unidos para continuar estudiando el nivel de bachillerato, sin concluir este nivel regresa a México donde lo finaliza, para poder ingresar a la Facultad de Ingeniería de la UNAM. 
En el mundo del deporte obtiene un logro al integrarse, durante tres años, al equipo mexicano de Golf, donde obtiene el campeonato en la rama juvenil. Otra de las actividades que disfrutaba era el buceo.

### Carrera musical
A principios de los años 60’s después de haber regresado a México y de haber triunfado en el golf, inicia una corta pero muy recordada carrera en la música, influenciado por artistas estadounidenses de la época. Cuando se trataba de hacer suspirar a las colegiales de los años sesenta con voz rica en matices y una magnética personalidad. Oscar Madrigal era el joven apropiado para enamorar a las "teenagers" (adolescentes) mexicanas con baladas de rock&roll. A diferencia de los cantantes envaselinados y copetudos ataviados con chamarras de cuero de tipo motociclistas, con actitud retadora hacia los adultos, el intérprete capitalino era sueño de toda suegra por ser el chico universitario de la Facultad de Ingeniería de la UNAM, con impecable peinado, cara de niño y sonrisa angelical que en lugar del escándalo prefería el romanticismo para cortejar a las chicas. Su meteórica carrera, su fama de galán y tesitura vocal, lo encumbraron como una promesa musical de la canción moderna con aspiraciones de internacionalización. Sus primeros éxitos fueron ‘Mi último verano’, ‘Pequeña Diana’, 'Que clase de amor es', 'Camina derechito', 'Cosas' y 'Rumores', grabadas para la compañía discográfica GAMMA.
Grabó en breve tiempo una decena justa de discos sencillos y tuvo una inmediata aceptación popular.
Después de su éxito por el medio artístico, se retiró del espectáculo en forma súbita como había aparecido y se dedicó a actividades empresariales.

### Películas
- Campeón del barrio (Su última canción) (1964).
- La sombra de los hijos (1964). José
- La edad de la violencia (1964). Juan
- Dile que la quiero (1963). Luis

### Televisión
- Orfeón A Go Go

## Discografía
- (1961) Mi último verano (Cover: “Sealed With A Kiss” de Meter Udell” y “Gary Geld”).
- (1961) Que clase de amor es
- (1961) Rumores: (Cover "Rumours" de Johnny Crawford).
- (1962) Cosas (Cover: “Things” de Bobby Darin)
- Te encontré felicidad
- (1963) Vete lejos de mí: (Cover "Go Away Little Girl" de Steve Lawrence.
- (1963) Camina derechito (Cover "Walk Right In" de The Rooftop Singers.
- Jessica
- Querida Susy: (Cover "Susie Darlin'" de Robin Luke
- Cerca de Caty: (Cover "Close to Kathy")
- (1964) Ruby baby: (Cover "Ruby Baby" de Dion & The Belmonts).
- (1964) Río de Luna (Moon River)*